# Corts de Barcelona (1701-1702)

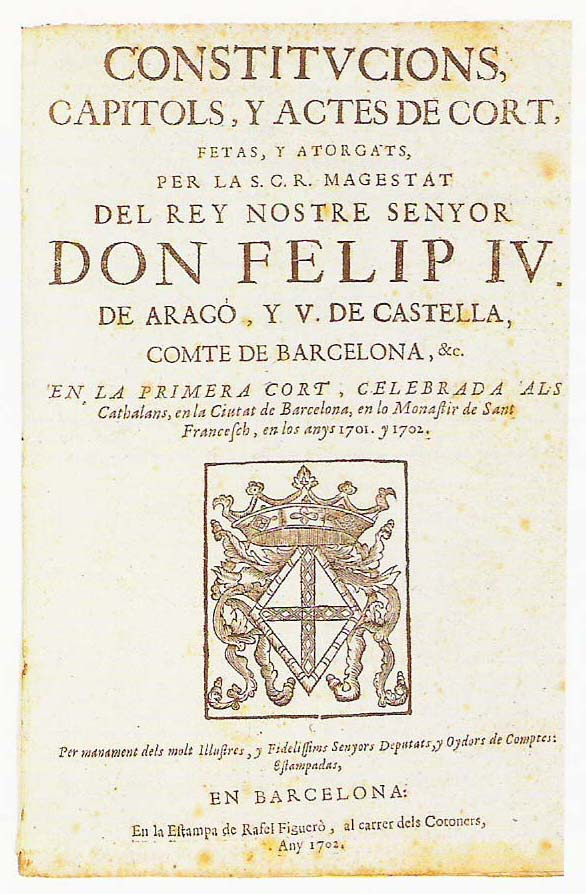
Constitucions de la Cort general de 1701-1702

Les Corts de Barcelona de 1701 van ser presidides pel rei borbó Felip IV d'Aragó. Era Diputat en cap del General Antoni de Planella i de Cruïlles.
Les Corts efectuaren les seves sessions al convent de Sant Francesc de Barcelona entre el 12 d'octubre de 1701 i fins al 14 de gener de 1702.
Els temes més candents plantejats pels braços van ser l'allotjament de tropes i les contribucions a l'exèrcit. Es tracta de dos problemes crònics al llarg del segle xvii, especialment durant la guerra amb el Regne de França entre el 1689 i 1697 i que varen provocar insurreccions com la Revolta dels Barretines.
Altre tema de cabdal importància per a les institucions catalanes eren les regalies d'intervenció en els processos insaculatoris a la Diputació i al Consell de Cent, imposades el 1652 i el 1654, respectivament, i que permetia al monarca seleccionar les persones que podien ser escollides. Aquest va ser un punt innegociable i que va generar moltes tensions entre els negociadors.
Dins del capítol econòmic, s'aprovà el tràfic mercantil amb Amèrica amb dos vaixells anuals. En el pla polític, la creació del Tribunal de Contrafaccions amb representació paritària de juristes reials i de les institucions dels Comuns.